# Protoribates vastus
Protoribates vastus är en kvalsterart som först beskrevs av Mihelcic 1956.  Protoribates vastus ingår i släktet Protoribates och familjen Protoribatidae. Inga underarter finns listade i Catalogue of Life.